# Abbaye Saint-Augustin de Cantorbéry
L’abbaye Saint-Augustin de Cantorbéry est un monastère fondé par Augustin de Cantorbéry aux environs de 598 dans la ville britannique du même nom, en Angleterre, pour célébrer le succès de l’évangélisation de l’Angleterre du Sud. Le site, aujourd’hui en ruines, est géré par l’English Heritage et inscrit par le Comité du patrimoine mondial, désigné par l’assemblée générale de l'UNESCO, sur la liste du patrimoine mondial depuis 1988.
Les rois de Kent et les archevêques de Cantorbéry y sont enterrés.

## Histoire
Le moine Augustin est mandaté par le pape Grégoire Ier pour évangéliser les anglo-saxons et débarque au sud de l'Angleterre en 597.
Il rencontre le roi du Kent nommé Æthelberht qui, sous l'influence de son épouse la reine Berthe, déjà chrétienne, acceptera d'être baptisé par Augustin. Ce premier roi anglo-saxon converti au christianisme donne à Augustin un temple païen situé sous les remparts de Cantorbéry pour qu'il y édifie une abbaye.
À partir de la conquête normande du XIe siècle, cette abbaye est rattachée à l'Ordre de Saint-Benoît et le demeurera jusqu’en 1538, lorsqu’elle est dissoute par le roi Henri VIII comme tous les autres monastères du pays. Après la dissolution, une partie du site est convertie en palais royal et sert d’étape pour les déplacements royaux entre Londres et les ports du Sud-Est du pays.
Elle est un des sites monastiques les plus anciens du pays.
À l'origine, l’abbaye était constituée de quatre églises ou chapelles séparées construites sur une ligne allant d’est en ouest. L’église principale était dédiée aux saints Pierre et Paul, la chapelle de sainte Marie était plus à l’est et celle de saint Pancrace détachée des autres structures était plus loin à la limite est du site. Il y avait également une autre plus petite chapelle proche de l’église principale.

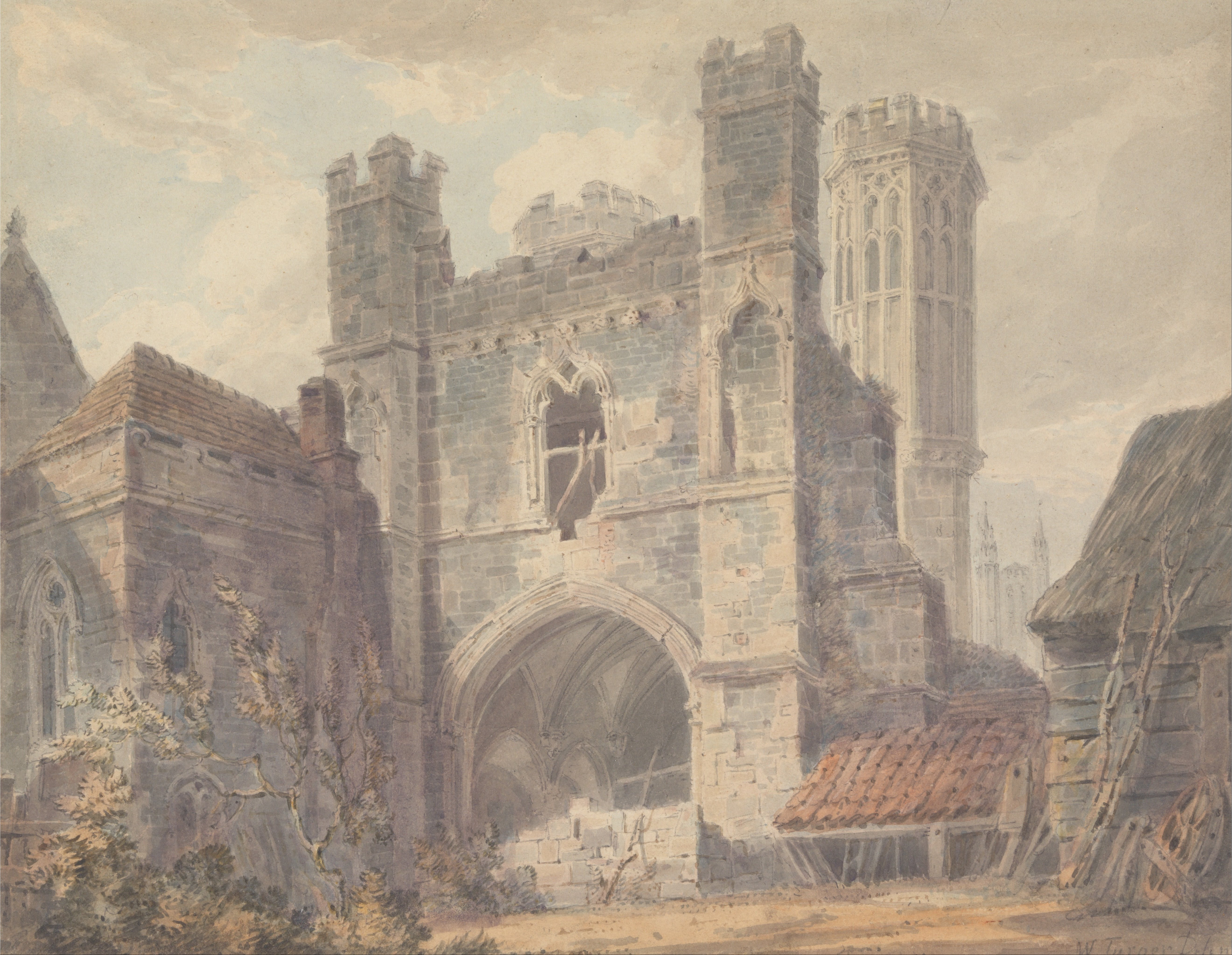
St. Augustine's Gate, Canterbury
William Turner, 1792-1793
Centre d'art britannique de Yale

Le peintre Turner représente la porte de l'abbaye  en 1793 dans une aquarelle conservée au Centre d'art britannique de Yale.